# Барри (телесериал)
«Ба́рри» (англ. Barry) — американский телесериал в жанре чёрной комедии, созданный Алеком Бергом и Биллом Хейдером, исполняющим ведущую роль. Премьера шоу состоялась 25 марта 2018 года на канале HBO. Показ второго сезона начался 31 марта 2019 года, а о съёмках третьего сезона было объявлено в апреле 2019 года. Третий сезон выложили 22 апреля 2022 года. Последняя серия (четвертый сезон, №8) вышла в эфир 28 мая 2023 года. 

## Сюжет
Бывший морской пехотинец Барри Беркман, работающий наёмным убийцей со своим дядей на Среднем Западе в Кливленде, отправляется на дело в Лос-Анджелес, где внезапно находит своё призвание на театральной сцене. Решив стать актером, он пытается дистанцироваться от своей прежней жизни и сохранить прошлое в тайне от новых друзей.

## Актёрский состав

### Основной актёрский состав
- Билл Хейдер — Барри Беркман / Барри Бульник (Блок)
- Стивен Рут — Монро Фьюкс
- Сара Голдберг — Салли Рид
- Энтони Кэрриган — Нохо Хэнк
- Генри Уинклер — Джин Кузино

### Повторяющиеся актёры
- Гленн Флешлер — Горан Пазар
- Пола Ньюсом — детектив Дженис Мосс
- Даррел Бритт-Гибсон[англ.] — Джермейн Джефринт
- Энди Кэри — Эрик
- Алехандро Ферт — Антонио Мануэль
- Кирби Хауэлл-Баптисте — Саша Бакстер
- Джон Пирруччелло — детектив Лоуч
- Д'Арси Карден[англ.] — Натали Грир
- Райтор Дойл — Ник Николби
- Марк Иванир — Вача / Руслан
- Дейл Павински — Тейлор Гарретт
- Маркус Браун — Вон
- Роберт Кёртис Браун[англ.] — Майк Холлмэн
- Кэмерон Бриттон — Симмер
- Карен Дэвид — Шэрон Лукадо
- Майкл Ирби — Кристобаль Сифуэнтес
- Крис Маркетт — Крис Лукадо
- Сара Бёрнс — детектив Мэй

### Приглашённые звёзды
- Тайлер Джейкоб Мур[англ.] — Райан Мэдисон
- Ларри Хэнкин — Стовка
- Джон Хэмм — в роли самого себя

## Список серий
| Сезон | Серии | Серии | Даты показа    | Даты показа     |
| Сезон | Серии | Серии | Первая серия   | Последняя серия |
| ----- | ----- | ----- | -------------- | --------------- |
| 1     | 8     | 8     | 25 марта 2018  | 13 мая 2018     |
| 2     | 8     | 8     | 31 марта 2019  | 19 мая 2019     |
| 3     | 8     | 8     | 24 апреля 2022 | 12 июня 2022    |
| 4     | 8     | 8     | 16 апреля 2023 | 28 мая 2023     |

### Сезон 1 (2018)
| № общий | № в сезоне | Название                                                                                               | Режиссёр    | Автор сценария          | Дата премьеры  | Зрители U.S. (млн) |
| --- | ---------- | --- | ----------- | ----------------------- | -------------- | ------------------ |
| 1 | 1          | «Глава первая: Оставь свой след» «Chapter One: Make Your Mark»                                         | Билл Хейдер | Алек Берг и Билл Хейдер | 25 марта 2018  | 0.564              |
| Барри Беркман, бывший морской пехотинец США, ставший киллером, отправляется Фьюксом, его куратором, в Лос-Анджелес, чтобы выполнить заказ для чеченской ОПГ. Барри встречается с боссом мафии Гораном Пазаром и его правой рукой Нохо Хэнком, которые хотят убить человека, имеющего роман с женой Пазара. Барри отслеживает цель, Райана Мэдисона, в актёрском классе, где преподаёт страстный, темпераментный театральный тренер Джин Кузино. Под псевдонимом «Барри Бульник» Барри исполняет сцену с Райаном и отправляется в бар с другими студентами после занятий. Его привлекает Салли, одна из актрис, а затем он отвозит пьяного Райана домой и у них завязывается дружба, — в то время как бандиты наблюдают за ними. Позже Джин говорит Барри, что он ужасный актёр, и Барри на это отвечает, рассказывая Джину свою историю о том, что он наёмный убийца, — однако Джин думает, что это импровизированное выступление, которым он впечатлён. Барри соглашается нанести удар по Райану, но находит, что Райан уже был убит чеченцами, и они намерены убить Барри следующим, поэтому он убивает бандитов. Барри идет в закусочную, где он говорит официантке, которая готовится к актёрскому кастингу, что он также актёр. |            | |             |                         |                |                    |
| 2 | 2          | «Глава вторая: Пускай в ход» «Chapter Two: Use It»                                                     | Билл Хейдер | Алек Берг и Билл Хейдер | 1 апреля 2018  | 0.641              |
| Полицейские детективы расследуют убийство Райана и гангстеров и обнаруживают скрытую камеру на «торпеде» автомобиля гангстеров, но не могут разобраться с тем, как получить доступ к данным, закрытым паролем. Барри и Фьюкса похитили чеченцы и мучают Фьюкса, разрушая его зубы, заставляя Барри согласиться убить информатора, действующего против чеченцев. Барри неохотно соглашается под угрозой убийства Фьюкса, если он не подчинится. В тот день в классе Джин предупреждает класс, что Райан был убит, и весь класс планирует поминки Райана, где все члены учебной труппы играют фрагменты своих ролей в его честь. Салли просит Барри исполнить этюд из «Сомнения», — последней роли, которую она и Райан исполняли вместе. На поминках Барри страдает панической атакой после того, как Джин приглашает отца Райана произнести речь, чего у Барри никогда не было раньше. Решив не исполнять фрагмент пьесы из «Сомнения» из-за её педофильного характера, Барри идёт домой и отказывается от секса с Салли, к её удивлению. Издалека чеченец фотографирует Салли. |            | |             |                         |                |                    |
| 3 | 3          | «Глава третья: Прими опасное решение» «Chapter Three: Make the Unsafe Choice»                          | Билл Хейдер | Даффи Бодро             | 8 апреля 2018  | 0.595              |
| Фьюкс весьма неплохо умеет убеждать, что оказывается фатальным для заезжего чеченского суперкиллера. Барри долго выжидает подходящего момента для выполнения «заказа», согласно абсурдным требованиям заказчика, — но затем, когда намечается развитие его романтических отношений с Салли (тяжело переживающей неудачу на кастинге), он проявляет инициативу. А заодно демонстрирует неплохую фонетическую память. |            | |             |                         |                |                    |
| 4 | 4          | «Глава четвёртая: Доверяй... себе» «Chapter Four: Commit...To You»                                     | Мэгги Кэри  | Сара Солемани           | 15 апреля 2018 | 0.511              |
| Благодаря актёрским курсам, Барри разбирается с тем, чего на самом деле хочется ему: а ему совершенно не хочется больше, во-первых, работать киллером; во-вторых, работать киллером на чеченцев; и, в-третьих, работать на Фьюкса. Фьюкс также разбирается с тем, чего на самом деле хочется ему: а ему хочется совершенно того же, что и раньше: чтобы Барри ему подчинялся и чтобы Барри выполнял совершенно самоубийственные заказы от чеченской мафии. Салли также разбирается с тем, чего на самом деле хочется ей: а ей хочется беззаботно порхать по жизни, не вступая ни с кем в сколько-то серьёзные отношения — будь то Барри или домогающийся её театральный агент. На актёрской вечеринке мечты Барри разбиваются в прах. Во всех направлениях его мечтаний. Вдобавок, случайный знакомый догадывается по уровню материальной обеспеченности Барри, что он явно занимается не тем, о чём всем говорит. А театральный тренер Джин Кузино плавно, но настойчиво начинает ухаживать за женщиной-детективом, расследующей убийство его студента Райана — каковое расследование после дешифрации данных с флэшки зашло в тупик, предоставив следствию силуэт убийцы, но ничего более. |            | |             |                         |                |                    |
| 5 | 5          | «Глава пятая: Выполняй свой долг» «Chapter Five: Do Your Job»                                          | Хиро Мурай  | Бен Смит                | 22 апреля 2018 | 0.643              |
| У театрального тренера Джина Кузино всё складывается с женщиной-детективом, которая продолжает пытаться раскрыть дело об убийстве Райана — весьма неудачно; Салли старательно увеличивает дистанцию с Барри, а её популярность в группе резко снижается: очень уж её самовлюблённость стала бросаться всем в глаза; Барри совместно с Тейлором выполняют заказ, взятый Фьюксом. Тейлор спасает жизнь Барри, и тот, в ответ, не стал убивать Тейлора, — как этого хотел (бы) Фьюкс. |            | |             |                         |                |                    |
| 6 | 6          | «Глава шестая: Слушай ушами, отвечай лицом» «Chapter Six: Listen With Your Ears, React With Your Face» | Хиро Мурай  | Эмили Хеллер            | 29 апреля 2018 | 0.560              |
| Салли даже не замечает грозившую ей смертельную опасность от одного из мафиози, которому босс запретил трогать Барри, — и он хотел взамен убить его девушку; по счастью, женщина-детектив пресекла эту сюжетную линию. Барри прячет деньги от налёта на склад, подсунутые ему Тейлором, в туалете учебного театра. Где их находят полицейские, — и ошибочно связывают их с деятельностью убитого Райана. Барри оказывается втянутым безбашенным Тейлором в крайне непродуктивные действия, выразившиеся в совершенно непродуманной лобовой атаке на боливийских наркоторговцев. |            | |             |                         |                |                    |
| 7 | 7          | «Глава седьмая: Громко, быстро и уверенно» «Chapter Seven: Loud, Fast, and Keep Going»                 | Алек Берг   | Лиз Сарнофф             | 6 мая 2018     | 0.636              |
| У чеченской мафии возникают проблемы с боливийскими наркоторговцами, объявившими им войну. О чём тотчас же узнают полицейские, прослушивающие мобильные телефоны у мафиози. Также, полицейские убеждаются, что убитый Тейлор якобы был связан с Райаном (из-за учебника, который Тейлор вынул из рюкзака Барри, — чтобы запихнуть на его место деньги). Склонность Барри делать всё согласно «неписаному кодексу киллера» приводит его к крайне неприятным последствиям, — что, как ни странно, заставляет его очень проникновенно выступить на сцене с Салли. Которая безмерно благодарна ему за это. У Салли резко идёт вверх её актёрская карьера, а над Барри сгущаются тучи как полицейского расследования, так и личных переживаний. |            | |             |                         |                |                    |
| 8 | 8          | «Глава восьмая: Знай свою правду» «Chapter Eight: Know Your Truth»                                     | Алек Берг   | Алек Берг и Билл Хейдер | 13 мая 2018    | 0.548              |
| Фьюкс улетает из Лос-Анджелеса после того, как Барри спас его от чеченской мафии. Пазар и его ближайшие подручные убиты. Нохо берет на себя руководство чеченцами и организует сотрудничество с Боливийцами, объединяя тем самым два преступных синдиката. Между тем, Мосс и полиция Лос-Анджелеса обнаруживают сцену резни Барри, но приходят к выводу, что за этим стояли Боливийцы, и что Райан и Тейлор организовали конфликт между чеченцами и Боливийцами в попытке начать межклановую войну и извлечь из этого выгоду, — на этом дело официально закончено. Барри, которому всё сходит с рук, возвращается к актёрскому мастерству по настоянию Салли, с которой у него вновь начинаются отношения. Несколько недель спустя Джин приглашает Барри, Салли и Мосс в свой загородный дом, где Мосс начинает подозревать Барри, узнав, что он выступает под сценическим именем «Барри Бульник», это подозрение ещё более усиливается, когда Джин сообщает Мосс о монологе, в котором Барри рассказал о том, что был киллером. Исследуя социальные сети Барри, она обнаруживает связь между Барри, Крисом и Тейлором, подтверждая свою убеждённость. Барри появляется и умоляет её не продолжать расследование. Когда она отказывается, Барри извлекает скрытое оружие — после чего раздаются звуки выстрелов. Неясно, пережила ли Мосс эту встречу. Барри возвращается в свою спальню на следующее утро после принятия душа, и заявляет, что с этого момента его преступная жизнь закончилась. |            | |             |                         |                |                    |

### Сезон 2 (2019)
| № общий | № в сезоне | Название                                                                             | Режиссёр     | Автор сценария          | Дата премьеры  | Зрители U. S. (млн) |
| ------- | ---------- | ------------------------------------------------------------------------------------ | ------------ | ----------------------- | -------------- | ------------------- |
| 9       | 1          | «Шоу должно продолжаться, наверно?» «The Show Must Go On, Probably?»                 | Хиро Мураи   | Алек Берг и Билл Хейдер | 31 марта 2019  | 0.532               |
| 10      | 2          | «Сила слова «нет» «The Power of No»                                                  | Хиро Мураи   | Таофик Коладе           | 7 апреля 2019  | 0.424               |
| 11      | 3          | «Прошлое = Настоящее x Будущее / Вчерашнее» «Past = Present x Future Over Yesterday» | Минки Спиро  | Джейсон Ким             | 14 апреля 2019 | 1.78                |
| 12      | 4          | «Что?!» «What?!»                                                                     | Лиза Джонсон | Даффи Будро             | 21 апреля 2019 | 1.94                |
| 13      | 5          | «ронни/лили» «ronny/lily»                                                            | Билл Хейдер  | Алек Берг и Билл Хейдер | 28 апреля 2019 | 2.03                |
| 14      | 6          | «Доля правды» «The Truth Has a Ring to It»                                           | Алек Берг    | Эмили Хеллер            | 5 мая 2019     | 1.99                |
| 15      | 7          | «Прослушивание» «The Audition»                                                       | Алек Берг    | Лиз Сарнофф             | 12 мая 2019    | 1.87                |
| 16      | 8          | «беркман > блок» «berkman > block»                                                   | Билл Хейдер  | Алек Берг и Билл Хейдер | 19 мая 2019    | 2.21                |

### Сезон 3 (2022)
| № общий | № в сезоне | Название                                             | Режиссёр    | Автор сценария          | Дата премьеры  | Зрители U. S. (млн) |
| ------- | ---------- | ---------------------------------------------------- | ----------- | ----------------------- | -------------- | ------------------- |
| 17      | 1          | «прощающий джефф» «forgiving jeff»                   | Билл Хейдер | Алек Берг и Билл Хейдер | 24 апреля 2022 | 0.249               |
| 18      | 2          | «лимонад» «limonada»                                 | Билл Хейдер | Алек Берг и Билл Хейдер | 1 мая 2022     | 0.294               |
| 19      | 3          | «бен мендельсон» «ben mendelsohn»                    | Алек Берг   | Эмма Барри              | 8 мая 2022     | 0.299               |
| 20      | 4          | «все соусы» «all the sauces»                         | Алек Берг   | Джейсон Ким             | 15 мая 2022    | 0.270               |
| 21      | 5          | «сумасшедшиевременагребаногошоу» «crazytimesh*tshow» | Алек Берг   | Эмили Хеллер            | 22 мая 2022    | 0.257               |
| 22      | 6          | «710N» «710N»                                        | Билл Хейдер | Даффи Будро             | 29 мая 2022    | 0.210               |
| 23      | 7          | «ужасная западня» «candy asses»                      | Билл Хейдер | Лиз Сарнофф             | 5 июня 2022    | 0.261               |
| 24      | 8          | «прямо сейчас» «starting now»                        | Билл Хейдер | Алек Берг и Билл Хейдер | 12 июня 2022   | 0.221               |

### Сезон 4 (2023)
| № общий | № в сезоне | Название                                                   | Режиссёр    | Автор сценария | Дата премьеры  | Зрители U. S. (млн) |
| ------- | ---------- | ---------------------------------------------------------- | ----------- | -------------- | -------------- | ------------------- |
| 25      | 1          | «фу» «yikes»                                               | Билл Хейдер | Билл Хейдер    | 16 апреля 2023 | 0.274               |
| 26      | 2          | «самое лучшее место на земле» «bestest place on the earth» | Билл Хейдер | Ники Хирш      | 16 апреля 2023 | 0.216               |
| 27      | 3          | «ты очаровательна» «you're charming»                       | Билл Хейдер | Эмма Барри     | 23 апреля 2023 | 0.208               |
| 28      | 4          | «для этого нужен псих» «it takes a psycho»                 | Билл Хейдер | Таофик Коладе  | 30 апреля 2023 | 0.303               |
| 29      | 5          | «сложное наследие» «tricky legacies»                       | Билл Хейдер | Билл Хейдер    | 7 мая 2023     | 0.279               |
| 30      | 6          | «волшебник» «the wizard»                                   | Билл Хейдер | Даффи Будро    | 14 мая 2023    | 0.232               |
| 31      | 7          | «хорошая еда» «a nice meal»                                | Билл Хейдер | Лиз Сарнофф    | 21 мая 2023    | 0.237               |
| 32      | 8          | «вау» «wow»                                                | Билл Хейдер | Билл Хейдер    | 28 мая 2023    | 0.234               |

## Производство

### Разработка
11 января 2016 года было объявлено, что канал HBO заказал пилотный эпизод сериала с Биллом Хейдером в качестве режиссёра, а также сосценариста и исполнительного продюсера совместно с Алеком Бергом.
2 июня 2016 года было объявлено, что HBO заказал производство сериала. 12 апреля 2018 года было объявлено, что сериал был продлён на второй сезон. 10 апреля 2019 года было объявлено, что сериал продлён на третий сезон.

### Кастинг
Совместно с анонсом о заказе пилотного эпизода, было объявлено, что Хейдер исполнит в нём главную роль. В феврале 2016 года было объявлено, что Сара Голдберг, Гленн Флешлер, Энтони Кэрриган, Генри Уинклер и Стивен Рут присоединились к основному актёрскому составу.

### Съёмочный процесс
Съёмки первого сезона начались в 2017 году в районе Лос-Анджелеса.
Съёмки третьего сезона были отложены в связи с пандемией коронавирусной инфекции, так и не начавшись.

## Релиз

### Маркетинг
4 декабря 2017 года HBO выпустил первый тизер сериала. 9 января 2018 года HBO выпустил первый трейлер сериала.

## Принятие

### Отзывы критиков
Первый сезон сериала был встречен с положительными отзывами от критиков. На интернет-агрегаторе Rotten Tomatoes шоу имеет 98% свежести и оценку в 7.89 баллов из 10 на основе 54 рецензий. Metacritic дал шоу 83 балла из 100 возможных на основе 27 рецензий, что соответствует статусу «всеобщее признание».

### Рейтинги
| No. | Эпизод                                                     | Дата выхода    | Рейтинг (18–49) | Зрители (в миллионах) | DVR (18–49) | Зрители DVR (в миллионах) | Общие (18–49) | Общие просмотры (в миллионах) |
| --- | ---------------------------------------------------------- | -------------- | --------------- | --------------------- | ----------- | ------------------------- | ------------- | ----------------------------- |
| 1   | «Chapter One: Make Your Mark»                              | 25 марта 2018  | 0.2             | 0.564                 | N/A         | 0.538                     | N/A           | 1.103                         |
| 2   | «Chapter Two: Use It»                                      | 1 апреля 2018  | 0.2             | 0.641                 | N/A         | N/A                       | N/A           | N/A                           |
| 3   | «Chapter Three: Make the Unsafe Choice»                    | 8 апреля 2018  | 0.2             | 0.595                 | 0.2         | 0.555                     | 0.4           | 1.150                         |
| 4   | «Chapter Four: Commit...To You»                            | 15 апреля 2018 | 0.2             | 0.511                 | 0.2         | 0.565                     | 0.4           | 1.077                         |
| 5   | «Chapter Five: Do Your Job»                                | 22 апреля 2018 | 0.2             | 0.643                 | N/A         | N/A                       | N/A           | N/A                           |
| 6   | «Chapter Six: Listen With Your Ears, React With Your Face» | 29 апреля 2018 | 0.2             | 0.560                 | N/A         | N/A                       | N/A           | N/A                           |
| 7   | «Chapter Seven: Loud, Fast, and Keep Going»                | 6 апреля 2018  | 0.2             | 0.636                 | N/A         | N/A                       | N/A           | N/A                           |
| 8   | «Chapter Eight: Know Your Truth»                           | 13 мая 2018    | 0.2             | 0.548                 | 0.2         | 0.523                     | 0.4           | 1.072                         |

### Награды и номинации
| Год  | Награда                                      | Категория                                                                                | Номинант(-ы) | Результат | Прим.         |
| ---- | -------------------------------------------- | ---------------------------------------------------------------------------------------- | --- | --------- | ------------- |
| 2018 | Премия Ассоциации телевизионных критиков     | Выдающиеся достижения в комедии                                                          | «Барри» | Номинация | [ 50 ]        |
| 2018 | Премия Ассоциации телевизионных критиков     | Личные достижения в комедии                                                              | Билл Хейдер | Номинация | [ 50 ]        |
| 2018 | Прайм-тайм премия «Эмми»                     | Лучший комедийный сериал                                                                 | «Барри» | Номинация | [ 51 ] [ 52 ] |
| 2018 | Прайм-тайм премия «Эмми»                     | Лучшая мужская роль в комедийном сериале                                                 | Билл Хейдер | Победа    | [ 51 ] [ 52 ] |
| 2018 | Прайм-тайм премия «Эмми»                     | Лучшая мужская роль второго плана в комедийном сериале                                   | Генри Уинклер | Победа    | [ 51 ] [ 52 ] |
| 2018 | Прайм-тайм премия «Эмми»                     | Лучшая режиссура комедийного сериала                                                     | Билл Хейдер (Эпизод: «Chapter One: Make Your Mark») | Номинация | [ 51 ] [ 52 ] |
| 2018 | Прайм-тайм премия «Эмми»                     | Лучший сценарий комедийного сериала                                                      | Алек Берг и Билл Хейдер (Эпизод: «Chapter One: Make Your Mark») | Номинация | [ 51 ] [ 52 ] |
| 2018 | Прайм-тайм премия «Эмми»                     | Лучший сценарий комедийного сериала                                                      | Лиз Сарнофф (Эпизод: «Chapter Seven: Loud, Fast And Keep Going») | Номинация | [ 51 ] [ 52 ] |
| 2018 | Прайм-тайм премия «Эмми»                     | Лучший кастинг комедийного сериала                                                       | Шэрон Бьяли и Шерри Томас | Номинация | [ 51 ] [ 52 ] |
| 2018 | Прайм-тайм премия «Эмми»                     | Лучшая работа оператора в получасовой передаче                                           | Паула Хьюидобро (Эпизод: «Chapter Eight: Know Your Truth») | Номинация | [ 51 ] [ 52 ] |
| 2018 | Прайм-тайм премия «Эмми»                     | Лучшая художественная постановка в получасовой передаче                                  | Тайлер Б. Робинсон, Эрик Шуновер и Эмбер Хейли (Эпизод: «Chapter Seven: Loud, Fast And Keep Going») | Номинация | [ 51 ] [ 52 ] |
| 2018 | Прайм-тайм премия «Эмми»                     | Лучший монтаж однокамерного комедийного сериала                                          | Джефф Бьюкэнэн (Эпизод: «Chapter Seven: Loud, Fast And Keep Going») | Номинация | [ 51 ] [ 52 ] |
| 2018 | Прайм-тайм премия «Эмми»                     | Лучший монтаж однокамерного комедийного сериала                                          | Кайл Рейтер (Эпизод: «Chapter Eight: Know Your Truth») | Номинация | [ 51 ] [ 52 ] |
| 2018 | Прайм-тайм премия «Эмми»                     | Лучший звуковой монтаж в получасовом комедийном или драматическом сериале или анимации   | Мэттью Э. Тейлор, Шон Хайсингер, Рикли В. Дамм, Майкл Брейк, Хильда Ходжес и Рик Оуэнс (Эпизод: «Chapter Seven: Loud, Fast And Keep Going»)                                                                             | Номинация | [ 51 ] [ 52 ] |
| 2018 | Прайм-тайм премия «Эмми»                     | Лучшее звуковое сведение в получасовом комедийном или драматическом сериале или анимации | Тодд Беккет, Эльмо Понсдоменек и Бенджамин Патрик (Эпизод: «Chapter Seven: Loud, Fast And Keep Going») | Победа    | [ 51 ] [ 52 ] |
| 2018 | Премия Американского института киноискусства | 10 лучших телевизионных программ года                                                    | «Барри» | Победа    | [ 53 ]        |
| 2019 | Премия «Золотой глобус»                      | Лучший телевизионный сериал — комедия или мюзикл                                         | «Барри» | Номинация | [ 54 ]        |
| 2019 | Премия «Золотой глобус»                      | Лучшая мужская роль в телевизионном сериале — комедия или мюзикл                         | Билл Хейдер | Номинация | [ 54 ]        |
| 2019 | Премия «Золотой глобус»                      | Лучшая мужская роль второго плана — мини-сериал, телесериал или телефильм                | Генри Уинклер | Номинация | [ 54 ]        |
| 2019 | Премия «Выбор телевизионных критиков»        | Лучший комедийный сериал                                                                 | «Барри» | Номинация |               |
| 2019 | Премия «Выбор телевизионных критиков»        | Лучшая мужская роль в комедийном сериале                                                 | Билл Хейдер | Победа    |               |
| 2019 | Премия «Выбор телевизионных критиков»        | Лучшая мужская роль второго плана в комедийном сериале                                   | Генри Уинклер | Номинация |               |
| 2019 | Премия «Спутник»                             | Лучший телевизионный сериал — комедия или мюзикл                                         | «Барри» | Номинация | [ 55 ]        |
| 2019 | Премия «Спутник»                             | Лучшая мужская роль в телевизионном сериале — комедия или мюзикл                         | Билл Хейдер | Победа    | [ 55 ]        |
| 2019 | Премия Гильдии продюсеров США                | Лучший эпизод комедийного сериала                                                        | Алек Берг, Билл Хейдер, Айда Роджерс, Эмили Хеллер и Лиз Сарнофф | Номинация |               |
| 2019 | Премия Гильдии режиссёров Америки            | Лучшая режиссура комедийного телесериала                                                 | Билл Хейдер (Эпизод: «Chapter One: Make Your Mark») | Победа    |               |
| 2019 | Премия Гильдии киноактёров США               | Лучший актёрский состав в комедийном сериале                                             | Даррелл Бритт-Гибсон, Д’Арси Карден, Энди Кэри, Энтони Кэрриган, Райтор Дойл, Гленн Флешлер, Алехандро Ферт, Сара Голдберг, Билл Хейдер, Кирби Хауэлл-Батист, Пола Ньюсом, Джон Пирруччелло, Стивен Рут и Генри Уинклер | Номинация | [ 56 ]        |
| 2019 | Премия Гильдии киноактёров США               | Лучшая мужская роль в комедийном сериале                                                 | Билл Хейдер | Номинация | [ 56 ]        |
| 2019 | Премия Гильдии киноактёров США               | Лучшая мужская роль в комедийном сериале                                                 | Генри Уинклер | Номинация | [ 56 ]        |
| 2019 | Премия Гильдии сценаристов США               | Лучший комедийный телесериал                                                             | Алек Берг, Даффи Будро, Билл Хейдер, Эмили Хеллер, Лиз Сарнофф, Бен Смит и Сара Солемани | Номинация | [ 57 ]        |
| 2019 | Премия Гильдии сценаристов США               | Лучший новый телесериал                                                                  | Алек Берг, Даффи Будро, Билл Хейдер, Эмили Хеллер, Лиз Сарнофф, Бен Смит и Сара Солемани | Победа    | [ 57 ]        |
| 2019 | Премия Гильдии сценаристов США               | Лучший сценарий в эпизоде комедийного телесериала                                        | Алек Берг и Билл Хейдер (Эпизод: «Chapter One: Make Your Mark») | Победа    | [ 57 ]        |